# Hã
Hã (hebraico: חָם, hebraico moderno: H̱am, tiberiano: Ḥām; em grego clássico: Χαμ; romaniz.: Kham; em árabe: حام; romaniz.: Ḥām, "quente" ou "queimado") é um nome que possui diversos significados no Tanaque.

## Etimologia
Este Hã está relacionado com o nome original do Egito, Kem, ou na frase pa ta' en Kem, "a terra do Egito". Já do copto bashmurian Kheme é muito improvável, uma vez que esta forma provavelmente é de uma data muito posterior do que a composição de Gênesis e, além disso, como mostra o árabe, o gutural não é um fonema kh verdadeiro, mas um h respirado com dificuldade, os quais são representados pelo cheth hebraico.

## Cam, filho mais novo de Noé
Hã pode significar o nome próprio de Cam, o filho mais novo de Noé, do qual descenderam os países ocidentais e do sudoeste conhecidos pelos hebreus. Seu nome, que na tradução portuguesa da bíblia é Cam, ocorre pela primeira vez em Gênesis 5:32. Em Gênesis 9:18, Cam é descrito como "o pai de Canaã", para preparar o leitor para a leitura de 9:25-27, onde Noé, amaldiçoando Cam por ter dito a Sem e Jafé de sua nudez, se refere a ele como Canaã.

## Hã (Cam) como uma nacionalidade
O nome Hã, também traduzido para o português nesta acepção como Cam, é dado ao Egito, referido como "descendente" ou "terra de Cam" ou "tendas de Cam", filho de Noé (Salmos 78:51; 105:23; 106:22). Como Sem significa "obscuro", ou algo semelhante, e Jafé "justo", supõe-se que Cam significava "negro". Esta suposição é sustentada pela evidência do hebraico e do árabe, em que a palavra chamam significa "ser quente" e "ser negro", sendo este último o significado derivado do primeiro.

## Outros significados

### Uma localidade
Hã também é uma localidade a leste do Jordão, entre Asterote-Carnaim e Savé-Quiriatim, no qual Quedorlaomer derrotou os zuzins (Gênesis 14:5). Nenhum nome parecido com este foi recuperado. A septuaginta lê bahem "com eles", em vez de beham, "em Hã". Alguns têm deduzido que "Hã" pode ser uma errônea de "Amom" ou que ele pode ser o antigo nome de Rabá-Amom propriamente dito.

### Uma designação poética do Egito
Como descrito na seção anterior, o termo Cam pode significar um outro nome para o Egito, de acordo com a descendência daquele povo. Ao descrever "a terra de Cam" (Salmos 105:23) como sendo a terra de peregrinação de Jacó no Egito, "as tendas de Cam" (Salmos 78:51) significam as casas dos egípcios. Pode ser derivado do nome original do Egito, Kemi ou Khemi.